# Tóth István (tanító)
Tóth István (Kecskemét, 1860. február 4. – Léva, 1941. július 14.) református kántortanító, költő.

## Élete
Tóth István és Pogány Juliánna jómódú földművelő szülők fia. Tanulmányait szülővárosában végezvén, a nagykőrösi tanítóképző növendéke lett. Már mint tanuló nagy hajlamot érzett a költészetre és zenére; később irodalmi tanulmányai által magas műveltségre tett szert. Mint tanító Lázáriban (Szatmár megye) három évet 200 forint fizetéssel, Simában egy évet töltött. Végül 1886-ban Nagykajdacs (Tolna megye) községben alkalmaztatott, majd 1891-ben Dömsöd választotta meg kántortanítójának. Az ő kezdeményezésére jelölték meg emléktáblával Dömsöd községben Petőfi Sándor egykori lakását. 
Felesége Kiss Eszter volt, akivel 59 évig élt házasságban.
Írt csaknem valamennyi szépirodalmi és tanügyi lapba; így: Divat Salon, Budapesti Bazár, Protestáns Egyházi és Iskolai Lap (1890. 11. sz. Halotti énekes könyveink búcsúztatói). Magyar Tanügy sat. Költeményeit Szász Károly 1887 decemberében mutatta be a Kisfaludy Társaság ülésén; ezekből Egy falusi poéta versei címen a Vasárnapi Ujságban (1888. 2. sz.) négy költeménye jelent meg.

## Munkája
- Gyermekimák, 1890.

### Kéziratban
Az élet tanulmányai című neveléstani műve és egy színműve.